# Tour de França de 1907
El Tour de França de 1907 va ser la cinquena edició del Tour de França i es va celebrar entre el 8 de juliol i el 4 d'agost de 1907 sobre un recorregut de 4.488 quilòmetres repartits entre 14 etapes. El vencedor, Lucien Petit-Breton, completà la cursa amb una velocitat mitjana de 28,47 km/h Per primera vegada es van incloure ascensions a ports de muntanya dels Alps occidentals. En un primer moment la cursa va ser dominada per Emile Georget, que va guanyar cinc de les vuit primeres etapes. En la novena etapa va trencar la bicicleta i un company d'equip li va prestar la seva. Això li va comportar una sanció, ja que les normes del moment ho impedien, cosa que va fer que Lucien Petit-Breton passés a liderar la cursa. Petit-Breton va guanyar dues de les etapes restants, i el Tour.

## Canvis respecte al Tour de França 1906
René Pottier, el vencedor del Tour de França de 1906, no va poder defensar el títol perquè s'havia suïcidat a principis de 1907.
La llargada del Tour va tornar a incrementar-se amb una etapa, i per primera vegada es va passar per Suïssa, alhora que per primera vegada una etapa finalitzava fora de França, a Metz que des de 1871 formava part d'Alemanya. Les etapes de muntanya havien estat un gran encert, segons l'organitzador Henri Desgrange, cosa que va fer incloure ascensions pels Alps occidentals. Per primera vegada un cotxe amb mecànics de bicicletes anava seguint els ciclistes, per tal de donar assistència tècnica als corredors.
Es torna a emprar el mateix sistema de punts que en l'edició anterior per determinar el guanyador de la cursa: en totes les etapes, al guanyador se li donava un punt, al següent dos punts, i així successivament. Després de la vuitena etapa, quan només quedaven 49 ciclistes en cursa, els punts donats en les vuit primeres etapes foren redistribuïts entre els ciclistes restants, d'acord amb les seves posicions en aquelles etapes.

## Participants
No tots els ciclistes competien per la victòria, ja que alguns sols van prendre part en la cursa com a cicloturistes. El més notable d'ells va ser Henri Pépin. Pépin havia contractat a dos pilots, Jean Dargassies i Henri Gauban per córrer amb ell. Es prenien la cursa com un passeig de plaer, parant per dinar quan ells volien i passant la nit als millors hotels que trobaven. Dargassies i Gaubin foren els primers ciclistes en la història del Tour de França en córrer seguint els interessos del seu cap de files. Durant la cursa es van trobar amb un altre competidor del Tour de França, Jean-Marie Teychenne, estirat en una rasa. El van ajudar a aixecar-se i li van donar menjar, i a partir d'aquest moment Teycheime també va passar a ajudar a Pépin.
Com en els anys anteriors, hi havia dues classes de ciclistes, els coureurs de vitesse i els coureurs sur machines poinçonnées. Dels 93 ciclistes de partida de la carrera, 82 es trobaven a la categoria poinçonnée, el que significava que havien d'acabar la carrera amb la mateixa bicicleta en sortir, i si es trencava, l'havien d'arreglar sense ajuda. Els coureurs de vitesse podien obtenir ajuda del cotxe d'assistència tècnica quan havien d'arreglar una bicicleta, i quan una bicicleta era irreparable podien canviar-la per una de nova.

## Desenvolupament de la cursa

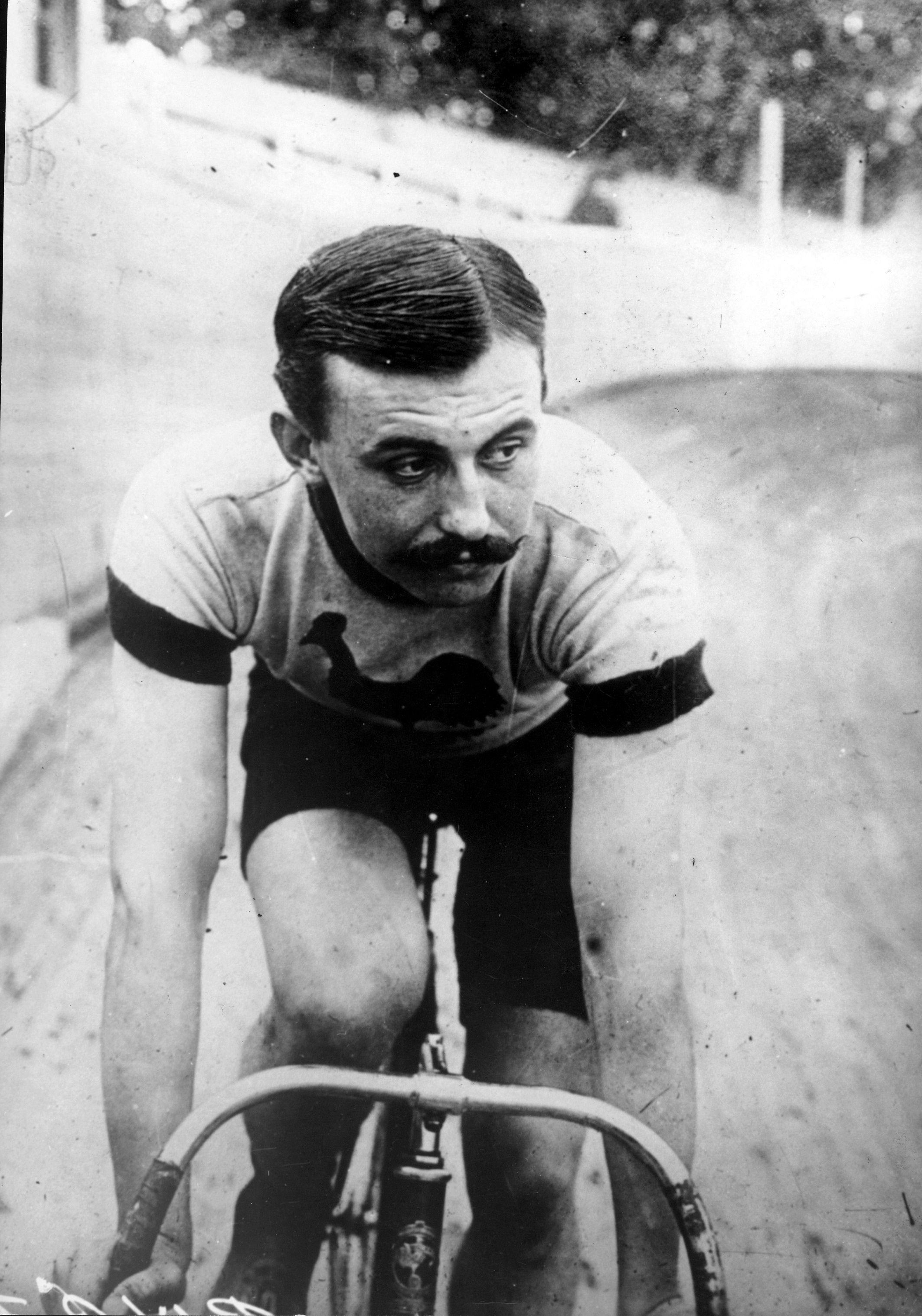
Lucien Petit-Breton, el vencedor del Tour de França de 1907.

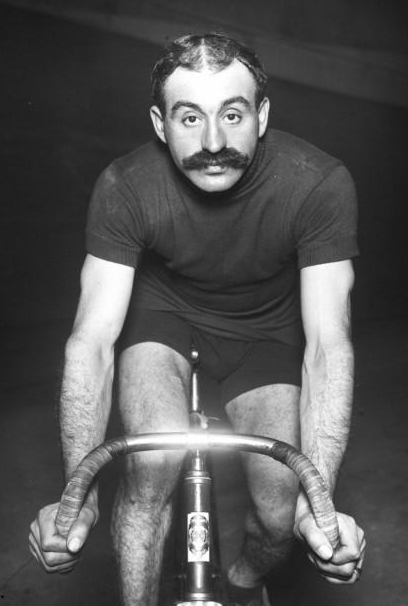
Émile Georget el 1912

En començar la cursa, Louis Trousselier, François Faber i Emile Georget eren els principals favorits. En la segona etapa, el Tour va travessar la frontera franco-alemanya per acabar a Metz, que aleshores formava part d'Alemanya. Les autoritats alemanyes van permetre als ciclistes finalitzar l'etapa allà, però no van permetre que onegés la bandera francesa ni que els cotxes dels oficials de cursa entressin a la ciutat. Al final de l'etapa, Georget superà Trousselier per un marge molt petit, però després d'una investigació, l'organitzador del Tour Desgrange va decidir posar ambdós ciclistes en el primer lloc. En la tercera etapa el Tour va tornar a França, i a la frontera els ciclistes foren aturats per dos funcionaris de duanes francesos, fent que la cursa tingués tant d'endarreriment que s'hagués de tornar a reiniciar la mateixa.
Emile Georget guanyà cinc de les vuit primeres etapes, i tenia un ampli avantatge. En la setena etapa, Marcel Cadolle, aleshores segon a la general, va caure, prenent mal al genoll i havent de retirar-se.
Durant la novena etapa, quan Georget liderava la cursa, va trencar el quadre de la bicicleta en un punt de pas. D'acord amb les regles vigents Georget hauria d'haver arreglat la seva bicicleta tot sol, però això li hauria suposat més de cinc hores perdudes. Així doncs, va decidir canviar la bicicleta amb el seu company d'equip Pierre-Gonzague Privat, sent sancionat amb 500 francs Després d'aquesta etapa, guanyada pel Petit-Breton, la classificació general va quedar de la següent manera:
| Pos. | Ciclista            | Punts |
| ---- | ------------------- | ----- |
| 1    | Emile Georget       | 17    |
| 2    | Lucien Petit-Breton | 37    |
| 3    | Louis Trousselier   | 40    |
| 4    | Gustave Garrigou    | 53    |

Descontent amb la multa posada a Georget, Trousselier i el seu equip Alcyon van abandonar el Tour en senyal de protesta.
Després de la desena etapa els organitzadors van donar a Georget una sanció addicional pel canvi de bicicleta de la novena etapa. Es va modificar la classificació de la novena etapa, passant a Georget de la quarta posició a la 48a i darrere, cosa que li suposà una penalització de 44 punts en la classificació general, i que passés del primer al tercer lloc. La nova classificació, després de la desena etapa, fou:
| Pos. | Ciclista            | Punts |
| ---- | ------------------- | ----- |
| 1    | Lucien Petit-Breton | 39    |
| 2    | Gustave Garrigou    | 54    |
| 3    | Emile Georget       | 64    |

El lideratge passà a mans de Lucien Petit-Breton. Tot i que ja havia acabat en cinquena i quarta posició en anys anteriors, era un ciclista relativament desconegut, i havia començat corrent en la categoria de coureurs sur machines poinçonnées. Petit-Breton acabà les següents etapes sempre entre els tres primers, pel que cap altre ciclista va ser capaç de lluitar per la victòria a la general. En acabar la cursa havia augmentat el seu avantatge a 19 punts respecte a Garrigou i 27 punts respecte a Georget.

## Resultats

### Etapes
| Etapa | Data         | Recorregut       | Km  | Vencedor d'etapa                              | Líder de la general       |
| ----- | ------------ | ---------------- | --- | --------------------------------------------- | ------------------------- |
| 1     | 8 de juliol  | París - Roubaix  | 272 | Louis Trousselier (FRA)                       | Louis Trousselier (FRA)   |
| 2     | 10 de juliol | Roubaix - Metz   | 398 | Émile Georget (FRA) · Louis Trousselier (FRA) | Louis Trousselier (FRA)   |
| 3     | 12 de juliol | Metz - Belfort   | 259 | Émile Georget (FRA)                           | Émile Georget (FRA)       |
| 4     | 14 de juliol | Belfort - Lió    | 309 | Marcel Cadolle (FRA)                          | Émile Georget (FRA)       |
| 5     | 16 de juliol | Lió - Grenoble   | 311 | Émile Georget (FRA)                           | Émile Georget (FRA)       |
| 6     | 18 de juliol | Grenoble - Niça  | 345 | Georges Passerieu (FRA)                       | Émile Georget (FRA)       |
| 7     | 20 de juliol | Niça - Nimes     | 345 | Émile Georget (FRA)                           | Émile Georget (FRA)       |
| 8     | 22 de juliol | Nimes - Tolosa   | 303 | Émile Georget (FRA)                           | Émile Georget (FRA)       |
| 9     | 24 de juliol | Tolosa - Baiona  | 299 | Lucien Petit-Breton (FRA)                     | Émile Georget (FRA)       |
| 10    | 26 de juliol | Baiona - Bordeus | 269 | Gustave Garrigou (FRA)                        | Lucien Petit-Breton (FRA) |
| 11    | 28 de juliol | Bordeus - Nantes | 391 | Lucien Petit-Breton (FRA)                     | Lucien Petit-Breton (FRA) |
| 12    | 30 de juliol | Nantes - Brest   | 321 | Gustave Garrigou (FRA)                        | Lucien Petit-Breton (FRA) |
| 13    | 1 d'agost    | Brest - Caen     | 415 | Émile Georget (FRA)                           | Lucien Petit-Breton (FRA) |
| 14    | 4 d'agost    | Caen - París     | 251 | Georges Passerieu (FRA)                       | Lucien Petit-Breton (FRA) |

### Classificació general
Tot i que foren 110 els ciclistes que es van inscriure per prendre la sortida al Tour de França de 1907, finalment 17 no es presentaren, prenent la sortida 93 ciclistes. D'aquests 33 finalitzaren la cursa.
Els ciclistes no estaven agrupats oficialment per equips, però alguns ciclistes tenien el mateix patrocinador, tot i que no se'ls va permetre treballar junts.
| Classificació General              | Classificació General     | Classificació General | Classificació General | Classificació General |
| Pos.                               | Ciclista                  | Patrocinador          | Punts                 | Categoria             |
| ---------------------------------- | ------------------------- | --------------------- | --------------------- | --------------------- |
| 1                                  | Lucien Petit-Breton (FRA) | Peugeot-Wolber        | 47                    | Poinçonnées           |
| 2                                  | Gustave Garrigou (FRA)    | Peugeot-Wolber        | 66                    | Vitesse               |
| 3                                  | Emile Georget (FRA)       | Peugeot-Wolber        | 74                    | Vitesse               |
| 4                                  | Georges Passerieu (FRA)   | Peugeot-Wolber        | 85                    | Vitesse               |
| 5                                  | François Beaugendre (FRA) | Peugeot-Wolber        | 123                   | Poinçonnées           |
| 6                                  | Eberardo Pavesi (ITA)     | Otav                  | 150                   | Poinçonnées           |
| 7                                  | François Faber (LUX)      | Labor-Dunlop          | 156                   | Poinçonnées           |
| 8                                  | Augustin Ringeval (FRA)   | Labor-Dunlop          | 184                   | Vitesse               |
| 9                                  | Aloïs Catteau (BEL)       | –                     | 196                   | Poinçonnées           |
| 10                                 | Ferdinand Payan (FRA)     | –                     | 227                   | Poinçonnées           |
| 93 corredors, 33 acabaren la cursa |                           |                       |                       |                       |

Els premis totals foren de 25.000 francs, dels quals 4.000 eren pel vencedor del Tour. En total Petit-Breton va rebre més de 7.000 francs.

### Altres classificacions
Lucien Petit-Breton fou també el vencedor de la categoria de coureurs sur machines poinçonnées.
El diari organitzador de la cursa, L'Auto anomenà a Emile Georget el meilleur grimpeur, el millor escalador. Aquest títol no oficial és el predecessor de la classificació de la muntanya.

## Després de la cursa
Al Tour de França de 1908 Lucien Petit-Breton va prendre la sortida novament. Guanyà cinc etapes i la classificació general, i fou el primer ciclista a guanyar el Tour de França dues vegades.